# Otmica Kerbera
Otmica Kerbera (lat. De raptu Cerberi), najstariji hrvatski ep. Napisao ga je hrvatski latinist Jakov Bunić. Epilij je mitološke naravi te govori o Herkulovom silasku u podzemlje radi spašavanja junaka Tezeja.